# Kells (Kilkenny)
Kells (Ceanannas in gaelico irlandese) è un piccolo abitato della Contea di Kilkenny, nel sud dell'Irlanda.
È nota essenzialmente per presenza nelle immediate vicinanze di un monastero fortificato, la Kells Priory.

Non va confusa con l'omonima località nel Meath, anch'essa famosa per i resti di un antico monastero e per aver dato il nome al celebre Libro di Kells.

## Kells Priory
Nel paese si trovano le rovine di un'antica abbazia agostiniana, fondata nel 1193 dal canonico Geoffrey de Marisco Fitz-Robert, proveniente da Bodmin in Cornovaglia, insieme a 4 compagni.
Il complesso monastico era protetto da una doppia cinta di mura in gran parte ancora presente, sebbene in alcune parti pericolante: il recinto interno era rafforzato da un muro con due torri e vi si trovava l'entrata principale sul versante orientale. Il recinto esterno era fortificato da mura con cinque torri. All'interno delle mura si trovano i resti della chiesa abbaziale che consistono di una navata e un presbiterio, sovrastati da una torre quadrata centrale, e di una cappella detta "Lady Chapel" nel transetto.
Un'altra torre si trova all'angolo nord-occidentale della chiesa e si pensa che fosse la residenza del priore oppure la sacrestia. A sud della chiesa si trovavano gli edifici di servizio tra i quali verosimilmente la cucina. Nel XIII secolo l'abbazia fu espugnata e data alle fiamme per due volte. La maggior parte delle attuali costruzioni in rovina risale al XIV e al XV secolo. Benché il monastero fosse stato soppresso nel 1540 e ceduto al conte James Butler di Ormond, i priori di Kells furono eletti fino in età cromwelliana. Il monastero è oggi visitabile liberamente senza limiti di orario.

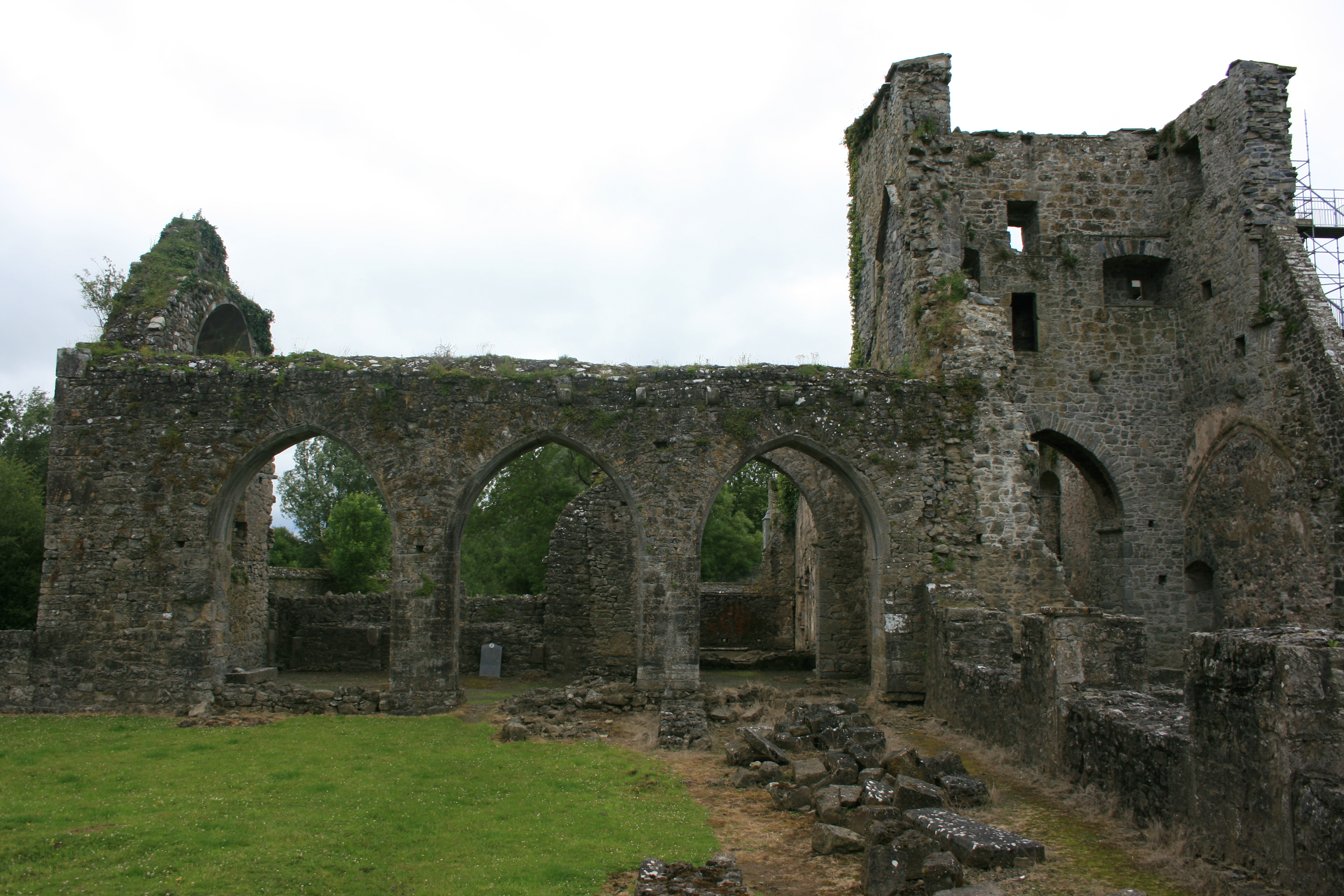
La chiesa abbaziale del monastero di Kells
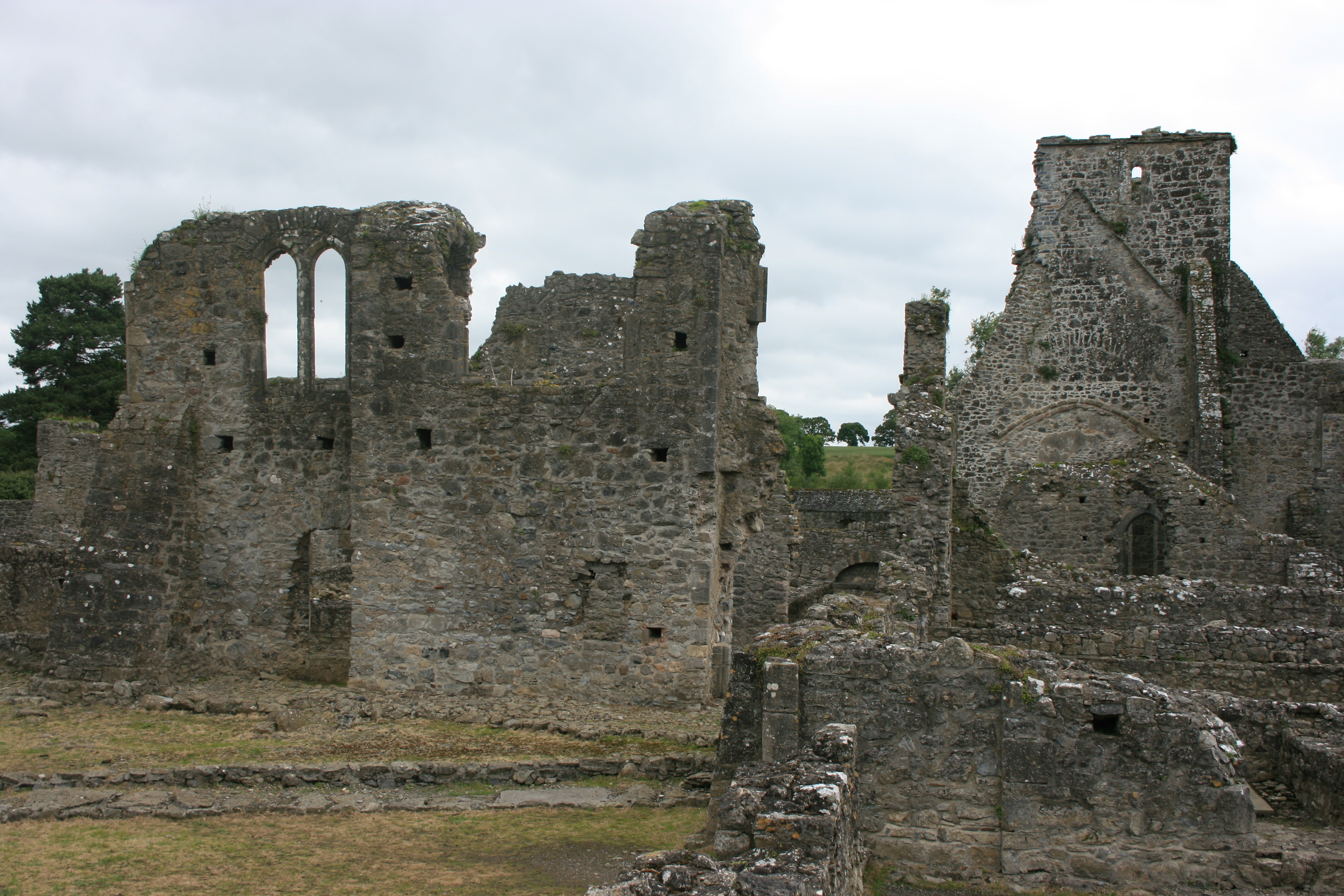
Resti degli edifici del monastero di Kells
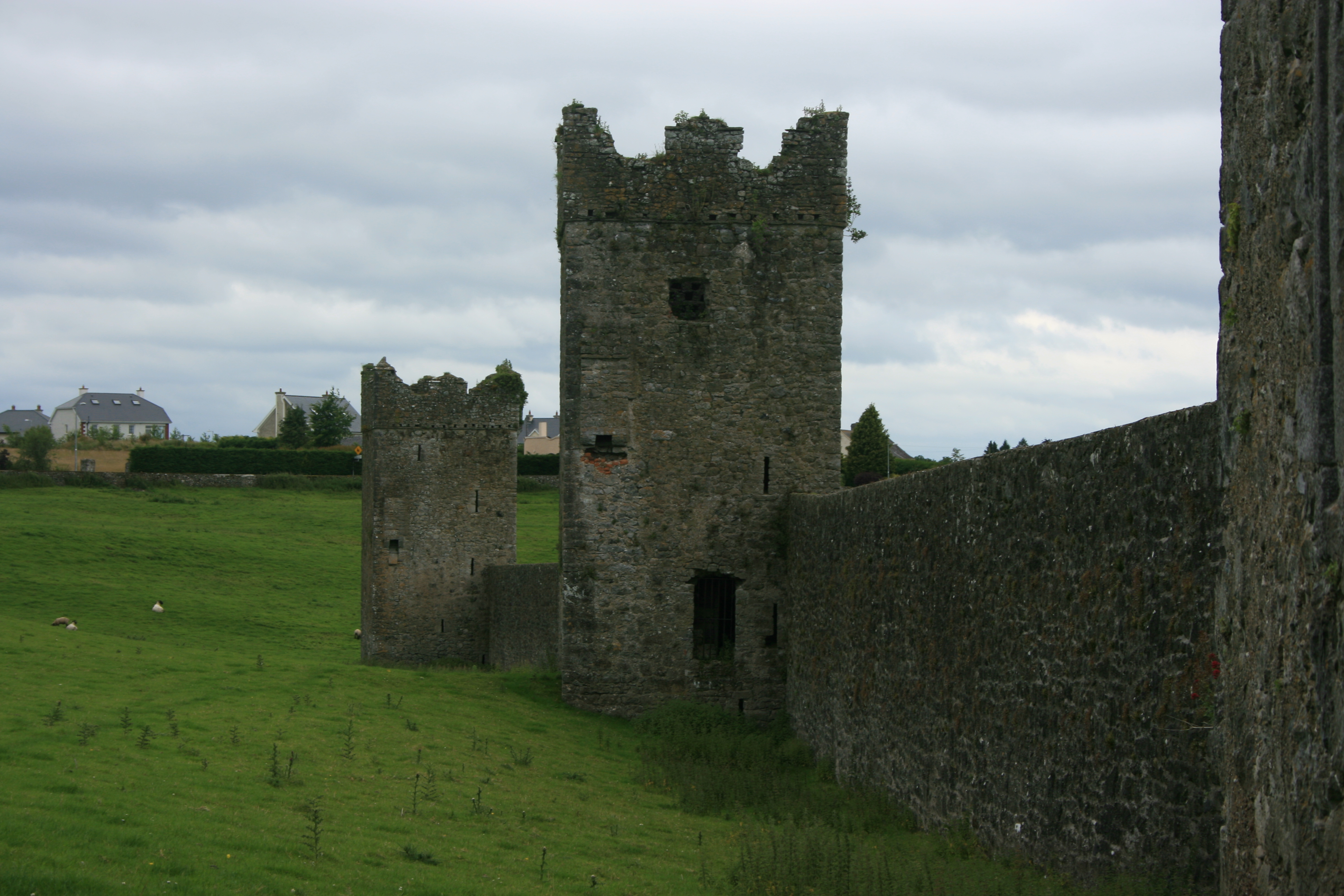
Cinta esterna del monastero di Kells
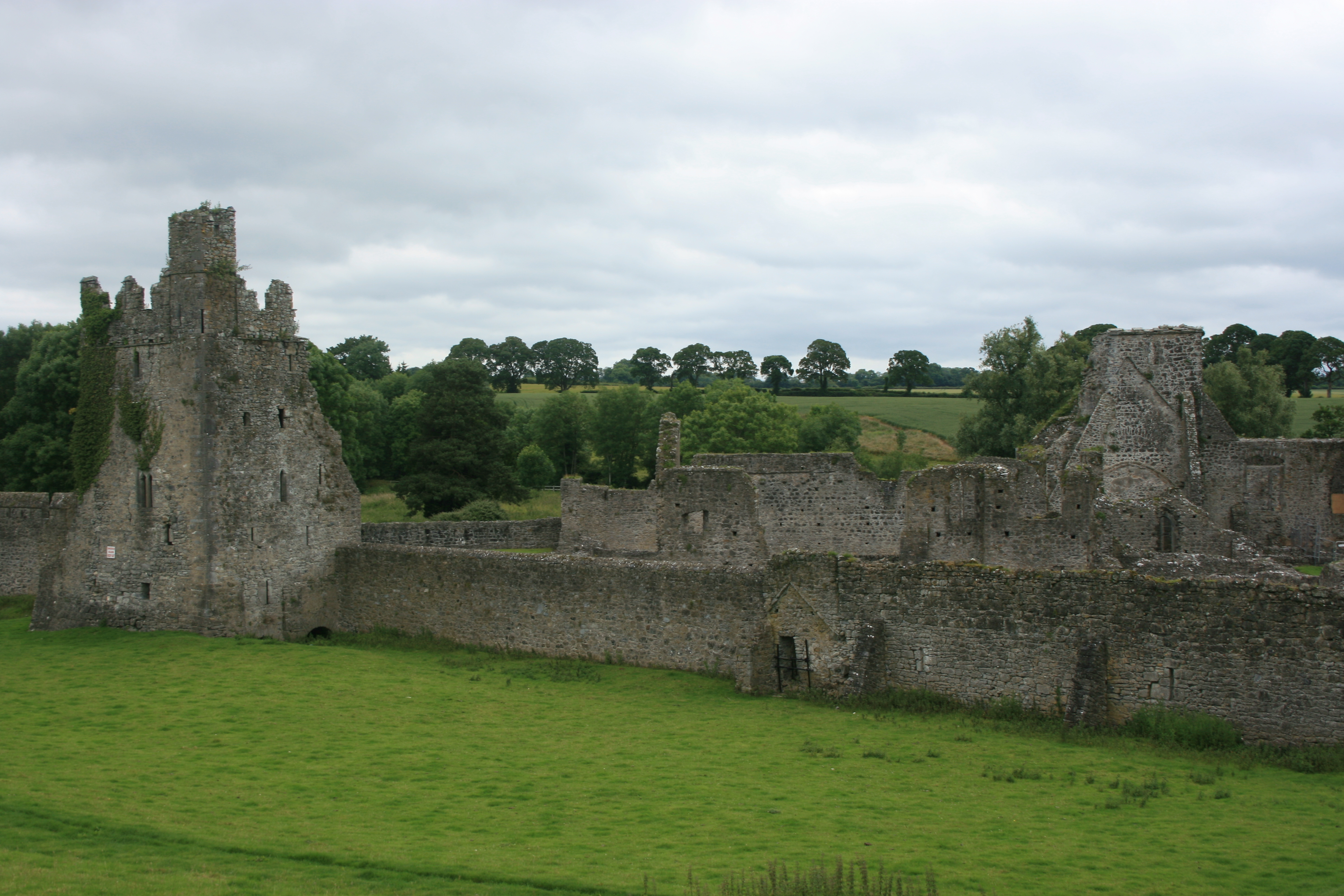
Cinta interna del monastero di Kells